# Tyson Spink
Tyson Alexander Spink (* 31. Dezember 1992 in Williamstown, Ontario) ist ein kanadischer Eishockeyspieler, der seit August 2020 bei den Schwenninger Wild Wings in der Deutschen Eishockey Liga (DEL) unter Vertrag steht und dort auf der Position des Centers spielt. Sein Zwillingsbruder Tylor Spink ist ebenfalls professioneller Eishockeyspieler.

## Karriere
Tyson Spink begann seine Juniorenkarriere bei den Char-Lan Rebels, in derselben Saison spielte er allerdings auch noch für die Cornwall Colts, für die er anschließend bis 2012 auflief. Zusammen mit seinem Zwillingsbruder Tylor Spink studierte der Kanadier dann an der Colgate University und spielte für das Eishockeyteam in der National Collegiate Athletic Association (NCAA).
Nachdem er in der Saison 2015/16 seinen Abschluss gemacht hatte, absolvierte er noch fünf Spiele in der ECHL für Toledo Walleye, in denen er vier Scorerpunkte verbuchen konnte. Zur Saison 2016/17 verlängerte er seinen Vertrag bei Toledo zusammen mit seinem Bruder, in der erfolgreichen Saison konnte er 75 Scorerpunkte (33 Tore, 42 Assists) erzielen und wurde zum ECHL Rookie of the Year gewählt. Zudem fand sich im ECHL All-Rookie Team wieder. Anschließend wagte er mit seinem Zwilling Tylor den Sprung nach Europa und wechselte in die Svenska Hockeyligan (SHL) zum Örebro HK. Dort stand er zwei Spielzeiten lang auf dem Eis, ehe die Brüder zur Saison 2019/20 beim finnischen Klub Porin Ässät anheuerte.
Im August 2020 gaben die Schwenninger Wild Wings bekannt, dass das Brüderpaar zur Saison 2020/21 in den Schwarzwald wechseln würde. Dort entwickelten sich beide schnell zu Leistungsträgern und Spink avancierte mit 31 Treffern in seinem dritten DEL-Jahr zum torgefährlichsten Spieler der Hauptrunde.

### International
Auf internationaler Ebene vertrat Spink das Team Canada East – gemeinsam mit seinem Bruder – im Juniorenbereich bei den World Junior A Challenges der Jahre 2010 und 2011. Bei beiden Teilnahmen gewann das Brüderpaar jeweils die Silbermedaille. In insgesamt neun Turniereinsätzen über zwei Jahre kam der Stürmer zu vier Scorerpunkten.

## Erfolge und Auszeichnungen
| - 2014 ECAC All-Academic Team - 2014 ECAC All-Tournament Team - 2015 ECAC Third All-Star Team - 2016 ECAC Third All-Star Team | - 2017 ECHL Rookie of the Year - 2017 ECHL All-Rookie Team - 2023 Bester Torschütze der DEL-Hauptrunde |

### International
- 2010 Silbermedaille bei der World Junior A Challenge
- 2011 Silbermedaille bei der World Junior A Challenge

## Karrierestatistik
Stand: Ende der Saison 2024/25

### International
Vertrat Kanada bei:
- World Junior A Challenge 2010
- World Junior A Challenge 2011

(Legende zur Spielerstatistik: Sp oder GP = absolvierte Spiele; T oder G = erzielte Tore; V oder A = erzielte Assists; Pkt oder Pts = erzielte Scorerpunkte; SM oder PIM = erhaltene Strafminuten; +/− = Plus/Minus-Bilanz; PP = erzielte Überzahltore; SH = erzielte Unterzahltore; GW = erzielte Siegtore; 1 Play-downs/Relegation; Kursiv: Statistik nicht vollständig)